# Noccaea sintenisii
Noccaea sintenisii là một loài thực vật có hoa trong họ Cải. Loài này được (Bornm.) F.K. Mey. mô tả khoa học đầu tiên năm 1973.